# متالیکا
متالیکا (انگلیسی: Metallica) گروه موسیقی هِوی متال آمریکایی است که در سال ۱۹۸۱ به‌وسیله جیمز هتفیلد (خواننده و گیتاریست) و لارس اولریک (درامر) در لس آنجلس پایه‌گذاری شد و برای بخش عمده‌ای از فعالیتشان در سان فرانسیسکو اقامت داشته‌اند. تمپوهای سریع، موسیقی‌های بی‌کلام و نوازندگی پرحرارت گروه، آن‌ها را در کنار مگادث، انترکس و اسلیر به یکی از «چهار بزرگ» بنیان‌گذار ترَش متال تبدیل کرد. ترکیب کنونی متالیکا شامل اعضای بنیان‌گذار و ترانه‌سراهای اصلی، یعنی هتفیلد و اولریک؛ گیتاریست اصلی کرک همت و نوازندهٔ بیس رابرت تروهیو می‌شود. دیو ماستین (گیتاریست) که در پی اخراج از متالیکا، گروه مگادث را تشکیل داد و ران مکگاونی، کلیف برتون و جیسون نیوستد (نوازندگان بیس) اعضای سابق گروه هستند.
متالیکا نخست با انتشار سومین آلبومشان، عروسک‌گردان (۱۹۸۶) به موفقیت تجاری دست یافت. از این آلبوم به‌عنوان بهترین اثر گروه یاد می‌شود. آلبوم بعدی، ... و عدالت برای همه (۱۹۸۸)، منجر به نخستین نامزدی آنان برای جایزهٔ گرمی شد. پنجمین آلبوم، متالیکا (۱۹۹۱)، نقطهٔ عطفی برای گروه و شاهد تغییر سبک ترَش متال آنان بود؛ این آلبوم شمار بیشتری از مخاطبان جریان اصلی را جذب گروه کرد و به موفقیت تجاری قابل توجهی دست یافت و تا به امروز بیش از ۱۶ میلیون نسخه در ایالات متحده فروش کرده و همچنین پرفروش‌ترین آلبوم دورهٔ سانداسکن به‌شمار می‌رود. متالیکا پس از تجربهٔ ژانرها و گرایش گوناگون در آثار بعدی، با نهمین آلبومشان، آهنربای مرگ (۲۰۰۸) به سبک ترش متال خود بازگشتند. جدیدترین آلبوم گروه، ۷۲ فصل، در سال ۲۰۲۳ منتشر شد.
در سال ۲۰۰۰، متالیکا رهبری پرونده‌ای علیه سرویس اشتراک‌گذاری فایل همتا به همتا، یعنی نپستر، را بر عهده داشت. در این پرونده، گروه و چند هنرمند دیگر به دلیل اشتراک‌گذاری غیرمجاز آثار دارای حق کپی‌رایت بدون رضایت، علیه این سرویس شکایت کردند و در نهایت به توافقی رسیدند. متالیکا موضوع مستند تحسین‌شده سال ۲۰۰۴، متالیکا: یک جور هیولا، بود که مشکلات تولید هشتمین آلبوم گروه، خشم مقدس (۲۰۰۳)، و کشمکش‌های داخلی گروه در آن زمان را به تصویر کشید. در سال ۲۰۰۹، متالیکا به تالار مشاهیر راک اند رول راه یافت. این گروه همچنین در نگارش فیلم‌نامه و بازی در کنار دین دی‌هان در فیلم کنسرتی متالیکا: از ازل تا ابد در سال ۲۰۱۳ همکاری کرد، که در آن گروه به‌صورت زنده در کنار یک داستان تخیلی مهیج اجرا می‌کرد.
متالیکا با فروش بیش از ۱۶۳ میلیون نسخه آلبوم در سراسر جهان، از لحاظ تجاری به عنوان یکی از موفق‌ترین گروه‌های موسیقی در تاریخ شناخته می‌شود. متالیکا از سوی مجلاتی مانند رولینگ استون به عنوان یکی از بزرگ‌ترین هنرمندان تمام دوران معرفی شده است؛ رولینگ استون این گروه را در رتبهٔ ۶۱ فهرست ۱۰۰ هنرمند برتر تمام دوران قرار داده است. بر اساس گزارش نیلسن سانداِسکن تا سال ۲۰۱۷، متالیکا سومین هنرمند پرفروش موسیقی (از زمانی که نیلسن سانداِسکن شروع به پیگیری فروش در سال ۱۹۹۱ کرد) است و ۵۸ میلیون نسخه آلبوم در ایالات متحده فروخته است. این گروه، ۱۰ بار برندهٔ جایزه گرمی از ۲۶ نامزدی شده است و شش آلبوم استودیویی گروه—از متالیکا تا متصل… به خودتخریبی (۲۰۱۶)— نیز به‌طور پی‌درپی در هفتهٔ نخست انتشار به صدر جدول بیلبورد ۲۰۰ رسیده‌اند. در سال ۲۰۱۸ متالیکا برنده جایزه موسیقی پولار در سوئد شد و نخستین گروه هوی متالی است که این جایزه را کسب کرد.

## تاریخچه

### سال‌های نخست وهمه‌شان را بکش(۱۹۸۱–۱۹۸۴)
متالیکا در اواخر سال ۱۹۸۱ در لس آنجلس تشکیل شد؛ در آن زمان بود که لارس اولریک — درامر دانمارکی — در صفحهٔ نیازمندی‌های یکی از روزنامه‌های لس آنجلس به نام د ریسایکلر آگهی نوشت. گیتاریست‌ها جیمز هتفیلد و هیو تانر از گروه لدر چارم به این آگهی پاسخ دادند. اگرچه اولریک گروهی تشکیل نداده بود، او از برایان اسلاگل بنیان‌گذار لیبل متال بلید رکوردز پرسید که امکان دارد ترانه‌ای را برای آلبوم گردآوردی‌شدهٔ آتی این لیبل — یعنی Metal Massacre — ضبط کند. اسلاگل این درخواست را پذیرفت و اولریک، هتفیلد را برای آوازخوانی و نواختن گیتار ریتم به کار گرفت. این گروه به‌طور رسمی در ۲۸ اکتبر ۱۹۸۱، پنج ماه پس از نخستین ملاقات اولریک و هتفیلد، پایه‌گذاری شد. لوگوی کلاسیک متالیکا به‌دست هتفیلد طراحی شده و در اکثر آثار گروه به کار رفته است.
نام این گروه برگرفته از دوست اولریک یعنی ران کوینتانا است که برای انتخاب نام یک طرفدارنامه هم‌فکری می‌کرد و متالمنیا یا متالیکا را در نظر داشت. اولریک پس از شنیدن این دو نام، نام دوم را برای گروهش می‌خواست، بنابراین به کوینتانا پیشنهاد کرد در عوض از نام متالمنیا استفاده کند. دیو ماستین به آگهی گروه برای یافتن گیتاریست اصلی پاسخ داد؛ اولریک و هتفیلد پس از دیدن تجهیزات گیتار گران‌قیمتِ ماستین، او را به کار گرفتند. در اوایل سال ۱۹۸۲، متالیکا نخستین ترانهٔ غیراقتباسی خود با نام «چراغ‌ها رو خاموش کن» را برای مجموعهٔ Metal Massacre I ضبط کرد. هتفیلد آواز را بر عهده داشت و هم بیس و هم گیتار ریتم می‌نواخت، در حالی که اولریک درام می‌نواخت و لوید گرانت مسئول تک‌نوازی گیتار بود. آلبوم Metal Massacre I در ۱۴ ژوئن ۱۹۸۲ منتشر شد. نام گروه در نسخه‌ها به اشتباه «Mettallica» درج شد که باعث عصبانیت گروه گردید. این گروه نخستین اجرای زندهٔ خود را در ۱۴ مارس ۱۹۸۲ در رادیو سیتی در آناهایم، کالیفرنیا تجربه کرد و ران مکگاونی نوازندهٔ بیس که به‌تازگی عضو گروه شده بود در میان آن‌ها بود.
اصطلاح «ترش متال» در فوریهٔ ۱۹۸۴ به‌وسیلهٔ روزنامه‌نگار مالکوم دوم از نشریهٔ کرنگ! در اشاره به یکی از ترانه‌های انترکس با عنوان «متال ترشینگ مد» ابداع شد. پیش از این، هتفیلد از سبک و صدای متالیکا به‌عنوان «پاور متال» یاد می‌کرد. در اواخر سال ۱۹۸۲، اولریک و هتفیلد در نمایشی واقع در کلوپ شبانه‌ای در وست هالیوود شرکت کردند که در آن‌جا کلیف برتون به‌عنوان نوازنده بیس در گروه تراما حضور داشت. این دو هنگام تماشای به‌کارگیری پدال واه از سوی برتون شگفت‌زده شدند و از او خواستند به متالیکا بپیوندد. هتفیلد و ماستین می‌خواستند ران مکگاونی گروه را ترک کند، زیرا بر این باور بودند که او هیچ مشارکتی در گروه نداشته است. اگرچه برتون در ابتدا پیشنهاد حضور در گروه را رد کرد، اما در پایان سال، پیشنهاد را به شرطی پذیرفت که گروه به ال سریتو در منطقه خلیج سان فرانسیسکو نقل مکان کند. نخستین اجرای زنده متالیکا با برتون در کلوپ شبانه د استون در مارس ۱۹۸۳ و نخستین ضبطی که برتون در آن حضور داشت، دموی مگافورس (۱۹۸۳) بود.
متالیکا آمادهٔ ضبط نخستین آلبوم خود بود، اما زمانی که ناشر متال بلید نتوانست هزینهٔ آن را فراهم کند، آن‌ها شروع به جستجوی گزینه‌های دیگر کردند. جان زازولا — برگزارکنندهٔ کنسرت — که دموی تا شلاق هست زندگی نیست (۱۹۸۲) (No Life 'til Leather) را شنیده بود، پیشنهاد داد که واسطهٔ معامله‌ای بین متالیکا و لیبل‌های موسیقی مستقر در نیویورک سیتی شود. پس از آن که آن شرکت‌ها علاقه‌ای نشان ندادند، زازولا هزینهٔ کافی برای تأمین بودجهٔ ضبط را قرض گرفت و متالیکا را به عضویت لیبل خودش، مگافورس رکوردز، درآورد.

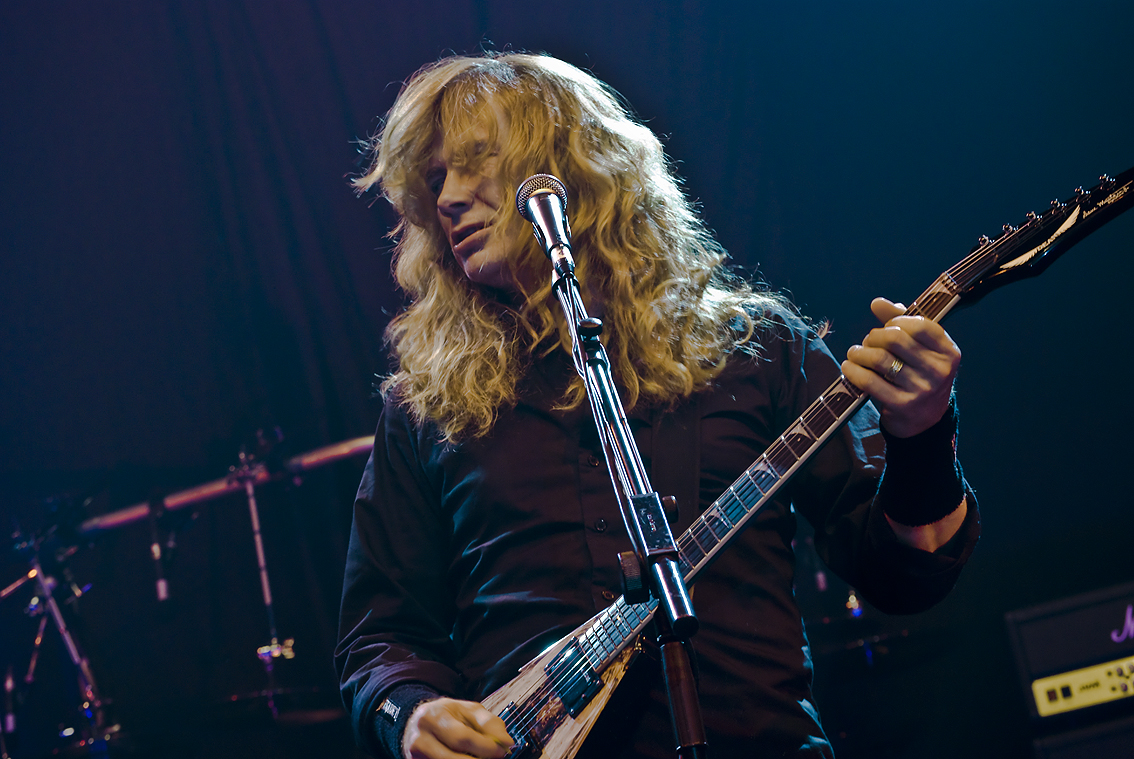
دیو ماستین (تصویر در سال ۲۰۰۹) پس از اخراج از گروه در سال ۱۹۸۳، گروه رقیب، مگادث، را پایه‌گذاری کرد.

در مهٔ ۱۹۸۳، متالیکا به راچستر، نیویورک سفر کرد تا نخستین آلبوم خود یعنی متال آپ یور اس به تهیه‌کنندگی پل کورسیو را ضبط کند. اعضای دیگر تصمیم گرفتند ماستین را از گروه به‌سبب سوء مصرف مواد مخدر و الکل و همچنین رفتار خشونت‌آمیز درست پیش از جلسات ضبط در ۱۱ آوریل ۱۹۸۳ اخراج کنند. کرک همت، گیتاریست اکسدس، بعد از ظهر همان روز جایگزین ماستین شد. نخستین اجرای زنده متالیکا به‌همراه همت در ۱۶ آوریل ۱۹۸۳ در یک کلوپ شبانه در داور، نیوجرسی بود. هنرمندان پشتیبان اجرا، ترکیب اصلی گروه انترکس بود که شامل دن لیکر و نیل توربین می‌شدند. این نخستین باری بود که این دو گروه با هم به اجرای زنده پرداختند.
ماستین پس از آن به تشکیل مگادث اقدام کرد؛ او در مصاحبه‌هایش گفته که به کرک همت نفرت دارد و اینکه همت شغل او را «ربود». ماستین «عصبانی» شد زیرا بر این باور است که همت با نواختن لیدهای گیتار که در واقع به‌وسیلهٔ ماستین نوشته شده بود محبوب شد. در مصاحبه‌ای به‌سال ۱۹۸۵ با متال فورسز، ماستین گفت: «واقعاً خنده‌دار است که کرک همت چگونه تمام ترانه‌هایی را که من در نوار No Life 'til Leather می‌نواختم قاپید و در مجلهٔ شما به عنوان گیتاریست شماره ۱ انتخاب می‌شد». ماستین ترانهٔ «مکانیکس» را که متالیکا پیش‌تر آن را بازسازی و در آلبوم همه‌شان را بکش تحت عنوان «چهار اسب سوار» بازنویسی کرده بود، را به نخستین آلبوم مگادث با عنوان کشتن کسب و کار من است… و کاسبی روبراه است! (۱۹۸۵) افزود. ماستین گفت که این کار را برای «راست و ریست کردن متالیکا» انجام داده است چون متالیکا از ماستین به عنوان یک آدم مست یاد می‌کند و می‌گوید که ماستین نمی‌تواند گیتار بزند.

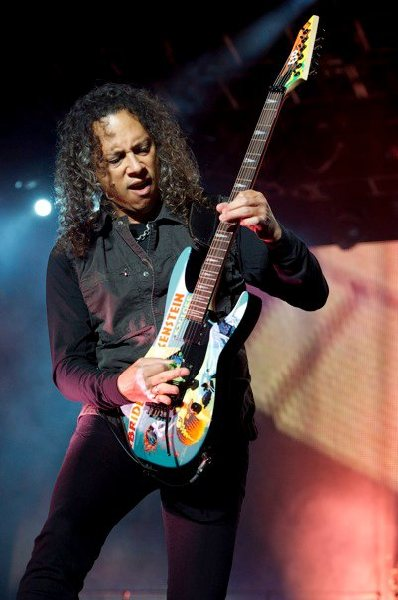
کرک همت (تصویر در سال ۲۰۱۰) در سال ۱۹۸۳ جایگزین ماستین شد و از آن زمان در گروه بوده است.

به علت اختلافات با شرکت ناشر و امتناع توزیع‌کنندگان از انتشار آلبومی تحت عنوان متال آپ یور اس، در نهایت این آلبوم به همه‌شان را بکش تغییر نام داد. این آلبوم به‌وسیلهٔ مگافورس رکوردز در ایالات متحده و به‌وسیلهٔ میوزیک فور نیشنز در اروپا منتشر شد و در سال ۱۹۸۶ به رتبهٔ ۱۵۵ جدول بیلبورد ۲۰۰ رسید. اگرچه این آلبوم در ابتدا به موفقیت تجاری نرسید، اما باعث شد متالیکا طرفداران رو به رشدی در صحنهٔ متال زیرزمینی داشته باشد. برای حمایت از آلبوم، متالیکا تور کنسرتی را به‌همراه گروه ریون برگزار کرد. در فوریهٔ ۱۹۸۴، متالیکا اجرای پشتیبان تور ونوم را بر عهده داشت، که طی آن گروه‌ها در جشنواره‌ای در زووله هلند مقابل ۷٫۰۰۰ نفر اجرا کردند.

### سوار بر آذرخش،عروسک‌گردان‌و مرگ برتون (۱۹۸۴–۱۹۸۶)
متالیکا دومین آلبوم استودیویی خود یعنی سوار بر آذرخش را از فوریه تا مارس ۱۹۸۴ در دانمارک ضبط کرد. این آلبوم در اوت ۱۹۸۴ منتشر شد و به رتبهٔ ۱۰۰ جدول بیلبورد ۲۰۰ رسید. در هنگام پخش، یک چاپخانهٔ فرانسوی به اشتباه جلدهای آلبوم را به رنگ سبز رنگ چاپ کرد که اکنون اشیای کلکسیونی محسوب می‌شوند. ماستین برای دو قطعه در این آلبوم اعتبار نویسندگی دارد. این آلبوم درحالی‌که لحن معترضانه همه‌شان را بکش را حفظ کرده بود، هم از لحاظ موسیقی و هم از لحاظ مفاهیم شعری از آلبوم اول پخته‌تر بود.

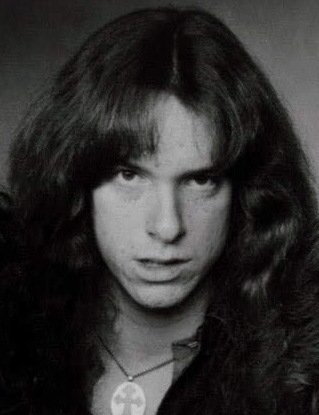
بیسیست کلیف برتون (تصویر در سال ۱۹۸۳) در سال ۱۹۸۲ جایگزین ران مکگاونی شد و تا زمان مرگش در سال ۱۹۸۶ با گروه اجرا کرد.

مسئول استعدادیاب الکترا رکوردز و یکی از بنیان‌گذاران Q-Prime Management در کنسرت سپتامبر ۱۹۸۴ حضور یافتند. آنها تحت تأثیر اجرای گروه قرار گرفتند و در نهایت متالیکا با الکترا قرارداد بست و مشتری Q-Prime Management شد. موفقیت روزافزون متالیکا به حدی بود که لیبل بریتانیایی گروه یعنی میوزیک فور نیشنز، ترانهٔ «مرگ تدریجی» را در قالب تک‌آهنگ در نسخهٔ محدود منتشر کرد که ۴۰٫۰۰۰ نسخه وارداتی در ایالات متحده فروش داشت. دو ترانه از سه ترانه در این اثر — نسخه‌های بازخوانی «آیا من خبیث هستم؟» اثر دایموند هد و «بلیتزکریگ» اثر بلیتزکریگ — در پخش مجدد سال ۱۹۸۸ همه‌شان را بکش قرار گرفتند. متالیکا برگزاری نخستین تور اروپایی بزرگ خود را با گروه تنک آغاز کرد که کنسرت‌ها به‌طور میانگین ۱٫۳۰۰ نفر جمعیت داشتند. با بازگشت به ایالات متحده، یک تور مشترک با وسپ به پشتیبانی آرمورد سینت برگزار شد. متالیکا بزرگ‌ترین نمایش خود را برای ۷۰٫۰۰۰ نفر در فستیوال مانستر آو راک در دونینگتون پارک انگلستان در ۱۷ اوت ۱۹۸۵ با بون جووی و رت اجرا کرد. طی نمایشی در اوکلند، کالیفرنیا، در جشنواره دی آن د گرین، گروه برای جمعیت ۶۰٫۰۰۰ نفری به اجرا پرداخت.
سومین آلبوم استودیویی متالیکا، عروسک‌گردان، از سپتامبر تا دسامبر ۱۹۸۵ در دانمارک ضبط شد و در مارس ۱۹۸۶ منتشر شد. این آلبوم در بیلبورد ۲۰۰ به رتبه ۲۹ رسید و ۷۲ هفته در جدول ماند. این نخستین آلبوم گروه بود که در ۴ نوامبر ۱۹۸۶ گواهی گواهی طلا گرفت و در سال ۲۰۰۳ گواهی پلاتینیوم شش‌مرتبه‌ای دریافت کرد. استیو هیوی در آل‌میوزیک این آلبوم را «بزرگ‌ترین دستاورد گروه» معرفی کرد. پس از انتشار آلبوم، متالیکا اجرای پشتیبان آزی آزبورن در تور ایالات متحده را به عهده داشت. هتفیلد هنگام اسکیت‌برد مچ دستش شکست اما به برگزاری تور ادامه داد و آوازخوانی بر عهده او بود. تکنسین گیتار جان مارشال نواختن گیتار ریتم را عهده‌دار شد.

در ۲۷ سپتامبر ۱۹۸۶، طی تور اروپایی متالیکا، اعضای گروه کارت‌هایی کشیدند تا مشخص کنند که در کدام طبقه در اتوبوس مخصوص تور خواهند خوابید. برتون پیروز شد و ترجیح داد در جای خواب همت بخوابد. حوالی طلوع آفتاب در نزدیکی دورارپ سوئد، راننده اتوبوس کنترل خود را از دست داد و اتوبوس شروع به لغزیدن کرد و چندین بار واژگون شد. اولریک، همت و هتفیلد آسیب جدی ندیدند. با این حال، اتوبوس بر روی برتون برگشت و او زیر اتوبوس جان باخت. هتفیلد گفت: 
اتوبوس را دیدم که درست روی او افتاده است. دیدم پاهایش بیرون زده است. هول شدم. به یاد دارم که راننده اتوبوس سعی می‌کرد پتو را از زیرش بیرون بیاورد تا برای دیگران استفاده کند. رفتم و گفتم: «لعنتی این کار را نکن!» می‌خواستم [راننده اتوبوس] را بکشم. نمی‌دانم مست بود یا … تنها چیزی که می‌دانستم این بود که رانندگی می‌کرد و کلیف دیگر زنده نبود.

### پیوستن نیوستد،… و عدالت برای همهومتالیکا(۱۹۸۶–۱۹۹۴)

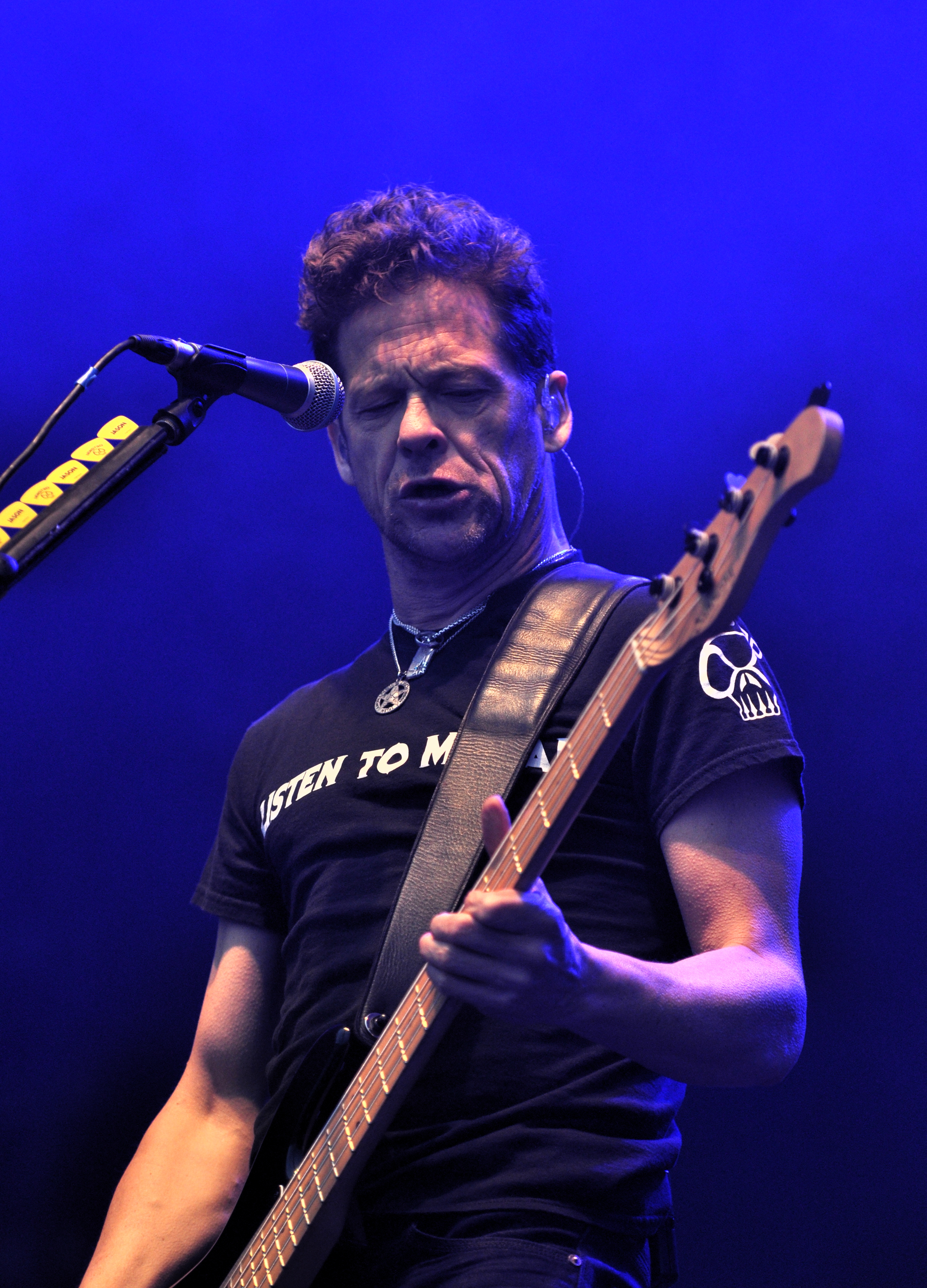
جیسون نیوستد (تصویر در ۲۰۱۳) خیلی زود پس از مرگ برتون در ۱۹۸۶ به گروه پیوست.

مرگ برتون آیندهٔ متالیکا را در هاله‌ای از ابهام قرار داد. سه عضو باقیمانده به هم گفتند که اگر برتون بود از آن‌ها می‌خواست که ادامه دهند و با تأیید خانوادهٔ برتون، گروه در صَدَدِ یافتن جایگزین برای او بود. تقریباً ۴۰ نفر — از جمله دوست دوران کودکی همت، لس کلیپول از گروه پرایمس؛ تروی گرگوری از پرانگ و جیسون نیوستد — برای عضویت در گروه تست دادند تا جای برتون را پر کنند. نیوستد تمام ترانه‌های اجراشده در کنسرت‌های متالیکا را آموخته بود. پس از تست، متالیکا او را به سانفرانسیسکو دعوت کرد. هتفیلد، اولریک و همت تصمیم گرفتند که نیوستد را جایگزین برتون کنند. نخستین اجرای زنده او با متالیکا در رسیدا، لس آنجلس بود. اعضای گروه نیوستد را در اولین روزها، به شکلی شوخی‌آمیز مورد آزمون قرار دادند. آن‌ها او را فریب دادند تا یک گلوله واسابی بخورد. گروه تور خود را در فوریه ۱۹۸۷ به پایان رساند.
پس از پیوستن نیوستد به متالیکا، گروه مکان تمرین خود را که در ال سریتو بود ترک کردند و به شهرهای مجاور برکلی و آلبانی، کالیفرنیا نقل مکان کردند و در نهایت در شهر سن رافائل، در سانفرانسیسکو مستقر شدند. در مارس ۱۹۸۷، هتفیلد بار دیگر هنگام اسکیت‌سواری مچ دست خود را شکست و گروه مجبور شد حضور خود در برنامه پخش زنده شنبه شب را لغو کند. در آگوست ۱۹۸۷، یک آلبوم چندآهنگه (ئی‌پی) با نام ئی‌پی ۵٫۹۸ دلاری: بازگشت به روزهایی که در گاراژ بودیم منتشر شد که شامل بازخوانی ترانه‌های دیگران بود. این ئی‌پی با هدف استفاده از استودیوی جدید گروه، آزمودن توانایی‌های نیوستد و کاهش اندوه و استرس ناشی از مرگ برتون ضبط شد. یک ویدیو با عنوان Cliff 'Em All به یاد سه سال حضور برتون در متالیکا در سال ۱۹۸۷ منتشر شد؛ این ویدیو شامل تک‌نوازی بیس، ویدیوهای خانگی و عکس‌ها بود.
اولین آلبوم استودیویی متالیکا پس از مرگ برتون، با نام ... و عدالت برای همه، از ژانویه تا مه ۱۹۸۸ ضبط و در سپتامبر منتشر شد. این آلبوم موفقیت تجاری بزرگی به دست آورد و در جایگاه ششم جدول بیلبورد ۲۰۰ قرار گرفت؛ همچنین اولین آلبوم گروه بود که وارد ده عنوان برتر این جدول شد. این آلبوم نه هفته پس از انتشار، گواهی پلاتینیوم (فروش یک میلیون نسخه در آمریکا) دریافت کرد. با این حال، انتقادهایی نسبت به کیفیت تولید آلبوم وجود داشت؛ استیو هیوی از آل‌میوزیک گفت که درام‌های اولریک بیشتر صدای «تق تق» دارند تا «ضربه»، و گیتارها صدای غنی و پرقدرتی ندارند. کمبود صدای بیس رسا در آلبوم نیز موجب انتقادهای گسترده‌ای شد. برای تبلیغ آلبوم، متالیکا تور کنسرتی تحت عنوان عدالت معیوب برگزار کرد.
در سال ۱۹۸۹، متالیکا برای ... و عدالت برای همه اولین نامزدی جایزه گرمی خود را در دسته جدید «بهترین اجرای هارد راک/متال آواز یا ساز» دریافت کرد. متالیکا مورد انتظار برای پیروزی بود، اما جایزه به جترو تال رسید. این جایزه باعث ایجاد جنجال میان هواداران و مطبوعات شد؛ متالیکا پس از اجرای ترانهٔ «تنها» در پشت صحنه منتظر دریافت جایزه بودند. مدیر برنامهٔ جترو تال به او توصیه کرده بود که در مراسم حضور پیدا نکنند زیرا انتظار داشت متالیکا برنده شود. این اتفاق باعث شد که نام متالیکا در فهرست ۱۰ اتفاق غیرمنتظره بزرگ گرمی در مجله انترتینمنت ویکلی قرار گیرد.
پس از انتشار … و عدالت برای همه، متالیکا اولین موزیک ویدئوی خود را برای ترانه «تنها» منتشر کرد که در آن گروه در یک انبار متروکه اجرا می‌کند. این ویدئو با فیلم جانی تفنگش را برداشت بازترکیب شده بود. به جای انعقاد قرارداد مجوز طولانی‌مدت، متالیکا حقوق فیلم را خریداری کرد. نسخه بازترکیب‌شده ویدئو به ام‌تی‌وی ارسال شد و نسخه جایگزین که تنها شامل اجرای گروه بود برای مواقعی که ممکن بود ام‌تی‌وی نسخه بازترکیب‌شده را ممنوع کند، نگه داشته شد. ام‌تی‌وی نسخه بازترکیب‌شده را پذیرفت و این ویدئو اولین مواجهه مخاطبان با متالیکا بود. در سال ۱۹۹۹، این ویدئو در شمارش معکوس «۱۰۰ ویدئوی برتر تمام دوران» ام‌تی‌وی رتبه ۳۸ را کسب کرد و در نسخه ۲۵مین سالگرد این شبکه در برنامه «ADD Video» که محبوب‌ترین ویدئوهای ام‌تی‌وی در ۲۵ سال گذشته را نمایش می‌داد، حضور یافت.
در اکتبر ۱۹۹۰، متالیکا به استودیوی ضبط One on One Recording's در شمال هالیوود رفت تا آلبوم بعدی خود را ضبط کند. باب راک به‌عنوان به کار گرفته شد. آلبوم متالیکا که به آلبوم سیاه نیز معروف است، سه بار ریمیکس شد ساخت آن یک میلیون دلار هزینه داشت و باعث فروپاشی ازدواج‌های همت و اولریک شد. با اینکه انتشار آن تا سال ۱۹۹۱ به تعویق افتاد، این آلبوم در ده کشور به صدر جدول فروش رسید و در اولین هفته انتشار خود در ایالات متحده، ۶۵۰٬۰۰۰ نسخه فروخت. این آلبوم تغییر مهمی در سبک موسیقایی متالیکا ایجاد کرد و توجه عمومی را به گروه جلب کرد. این اثر ۱۶ بار در ایالات متحده گواهی پلاتینیوم دریافت کرده و به بیست و پنجمین آلبوم پرفروش کشور تبدیل شده است. تور حمایتی از این آلبوم که با نام تور هر کجا که قدم بگذارم شناخته می‌شود، ۱۴ ماه به طول انجامید و شامل اجراهایی در ایالات متحده، ژاپن و بریتانیا بود.
در سپتامبر ۱۹۹۱، ۱٫۶ میلیون طرفدار موسیقی راک در مسکو گرد هم آمدند تا اولین کنسرت فضای باز راک که در اتحاد جماهیر شوروی برگزار می‌شد را تجربه کنند. این کنسرت بخشی از سری کنسرت‌های مانستر آو راک بود. در آوریل ۱۹۹۲، متالیکا در کنسرت بزرگداشت فردی مرکوری حضور یافت و یک مجموعه سه‌قطعه‌ای اجرا کرد. هتفیلد همچنین ترانه «Stone Cold Crazy» را همراه با اعضای باقی‌مانده گروه کوئین و تونی آیومی اجرا کرد. در ۸ آگوست ۱۹۹۲، در جریان تور مشترک گانز ان روزز و متالیکا در ورزشگاه المپیک مونترآل، هتفیلد دچار سوختگی درجه دوم و سوم در دست‌ها، صورت، پاها و بازوهای خود شد. این حادثه به دلیل سردرگمی در سازوکار جدید آتش‌بازی رخ داد، و منجر شد که هتفیلد در طول اجرای «محو شدن در تاریکی» در شعله‌ای ۱۲ فوتی (۳٫۷ متر) قدم بگذارد. نیوستد اظهار داشت که پوست هتفیلد «مانند انتقام‌جوی سمی قُل‌قُل می‌کرد». متالیکا ۱۷ روز بعد به روی صحنه بازگشت و جان مارشال، تکنسین گیتار و عضو گروه موسیقی متال چرچ، جای هتفیلد را در گیتار برای ادامه تور گرفت، هرچند هتفیلد توانست آواز بخواند.

### (۱۹۹۹–۱۹۹۴) بارگذاری، بازبارگذاری، گاراژ، اِس اَند اِم
Load , Reload , Garage Inc, S&M

پنج سال طول کشید که آلبوم بعدی متالیکا منتشر شد. آلبومی با نام بارگذاری که طولانی‌ترین آلبوم متالیکا تا آن زمان بود. این آلبوم شامل ۱۴ آهنگ بود و تمامی ظرفیت موجود بر روی سی‌دی را پر کرد. این آلبوم و نیز آلبوم بعدی بازبارگذاری که در سال ۹۷ منتشر شد، تولیدکنندگان مشترک داشتند و هر دو آلبوم با هم نوشته و تقریباً هم‌زمان ضبط شد و ادامه‌دهنده راهی بود که با «آلبوم سیاه» آغاز شد. از لحاظ موسیقی پر محتوا و کوبنده، ترانه‌ها رها، قدرتمند و التقاطی بودند، منصفانه نیست اگر بگوییم متالیکا تغییر زیادی کرد؛ چراکه گروه همان گروهی است که «همه‌شان را بکش» و «…و عدالت برای همه» را ضبط کرده ولی دوقلوهای لود، متالیکایی را نشان می‌دهد که دوران «فقط نگرش، فقط سرعت» را پشت سر گذاشته و به نگرش «خودت باش» بازگشته است.
با به پایان رسیدن تورهای پی در پی «لود» و «ریلود» و احتمالاً پایان این مرحله از متالیکا کاملاً طبیعی است که گروه تا حدی درون‌نگر شود. درحالی‌که آلبوم‌های لود از لحاظ شعر بخش قابل توجهی از آنچه را که در درون ماست، به شکلی عاطفی و ناخداگاه منتشر می‌کرد، اما زمان آن می‌رسید که به درون آنچه که این گروه را ساخته بود نگریسته شود.
هیچ بازتابی بهتر از تأثیراتش، متالیکا را، متالیکا نمی‌سازد. مانند ۱۹۸۱ که آغاز به کار کردند و ۱۹۸۴ با «بازدید دوباره از گاراژ» و «بازدیدی دوباره-دوباره از گاراژ» در ۱۹۸۷، گروه به گاراژ بازگشت؛ متالیکا همواره گروه گاراژی بوده و هست. خواه در زیرزمین کرک یا رستوران جیسون یا در دخمه لارس و خواه بر روی صحنه و مقابل ۵۰۰۰۰ تماشاچی، متالیکا همیشه همان ترانه یا ردیف را می‌نوازد که جایی در کنار جاده می‌نوازد، که جایی در کنار جاده، آن‌ها را یاری کرده بود.
گروه تا به حال دو پروژه «گاراژی» به صورت «طرف دوم» منتشر کرده و در حقیقت پروژه‌های «روزهای گاراژ» چنان قابل جمع‌آوری و کمیاب شده‌اند که نسخه نه چندان خوب آن‌ها با قیمت‌های سرسام‌آور به فروش می‌رسد. گروه ۱۱ ترانه جدید را انتخاب کرده و سومین پروژه «گاراژی» خود را باز هم با همراهی باب راک ضبط کرد. آلبوم به درستی «گاراژ الحاقی» نام گرفت چرا که تمام ترانه‌های گاراژی قبلی را همراه با ۱۱ ترانهٔ جدید در خود داشت.
متالیکا به‌همراهی ارکستر سانفرانسیسکو در سال ۱۹۹۹ آلبوم زنده اِس اَند اِم را به رهبری مایکل کیمن منتشر کرد. آلبوم به سرعت در مکان دوم جدول‌ها جای گرفت.

### مناقشه با نپستر (۲۰۰۱–۲۰۰۰)
در سال ۲۰۰۰ گروه سایت «نپستر» (یک سرویس فایل اشتراکی اینترنتی که به اعضا اجازه می‌داد از کامپیوترهای یکدیگر موسیقی دانلود کنند) را به علت نقض قانون حق تاًلیف به دادگاه کشاند. اما چندی بعد شکایت خود را پس گرفت، شاید بیشتر به‌خاطر تأثیر بدی که بر جای گذاشته بود. ترانه «ناپدید می‌شوم» که برای موسیقی فیلم «مأموریت غیرممکن ۲» نوشته شده بود یکی از ترانه‌های این دوره است. در ژانویه سال ۲۰۰۱ جیسون نیوستد اعلام کرد که از گروه کناره‌گیری کرده است و در آوریل همان سال، درست بعد از شرکت در جوایز، آلریک و همت به استودیو رفتند تا کار بر آلبوم بعدی را آغاز کنند و هتفیلد مسئولیت گیتار بیس را به عهده گرفت. اما در اول اوت تمامی برنامه‌های ضبط و دیگر برنامه‌های گروه قطع شد و جیمز هتفیلد برای ترک اعتیاد خود به الکل، به مرکز ترک اعتیاد مراجعه کرد.

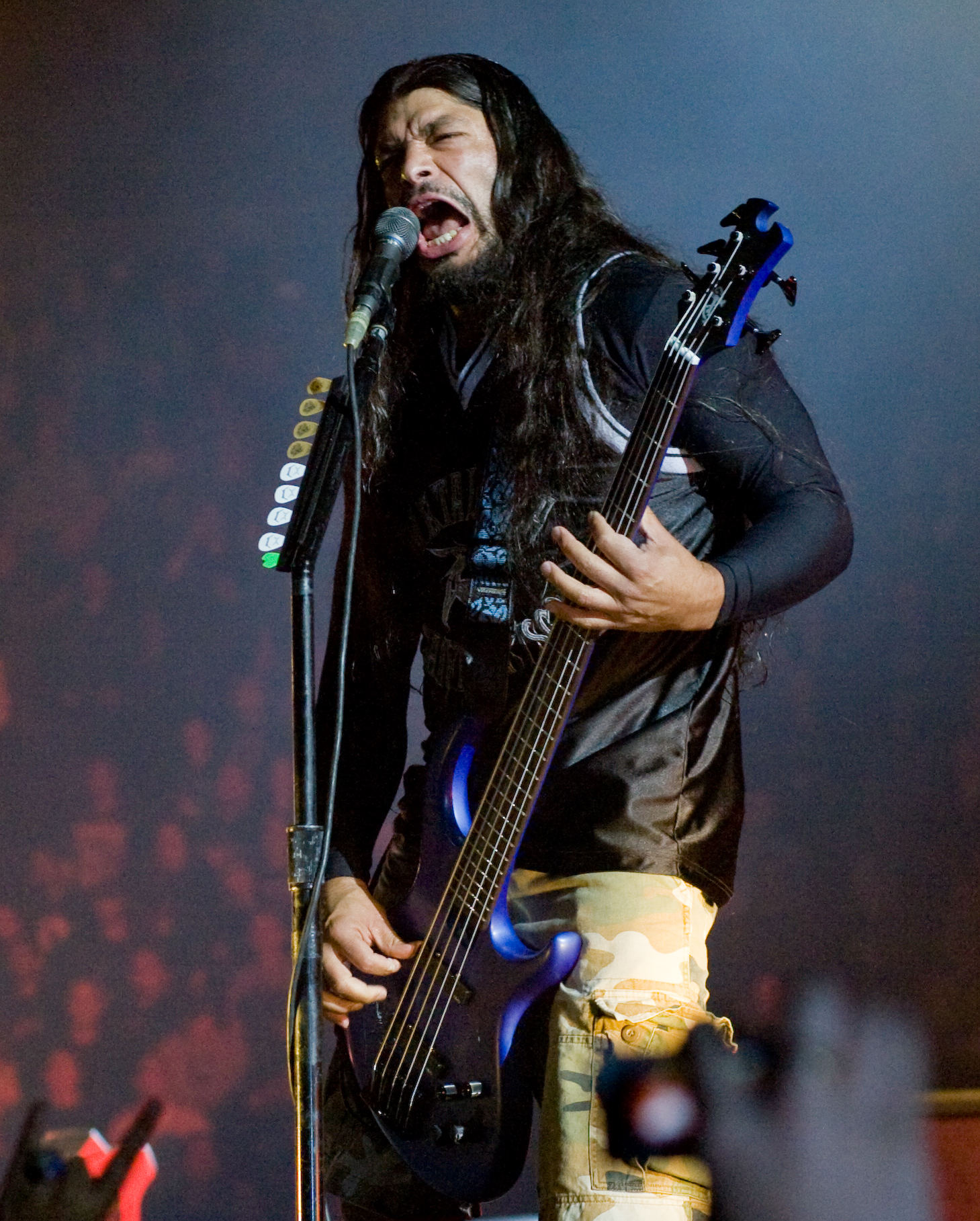
رابرت تروهیلو

### خشم مقدس (۲۰۰۵–۲۰۰۳) (ST Anger)
پس از بهبودی جیمز هتفیلد، «باب راک» جای خالی «نیوستد» را در جلسه‌های ضبط آلبوم پر کرد و در نتیجه گروه پس از ۳ سال آلبوم جدید خود را به بازار عرضه کرد. اسم آلبوم خشم مقدس می‌باشد که دارای نقدهای دوگانه بوده و آلبومی قابل بحث است. این آلبوم از ۱۱ ترانه تشکیل شده است و برای اولین بار در تاریخ هنری متالیکا دارای گیتار سولو نمی‌باشد.

#### ورود رابرت تروهیو
در تاریخ ۵ فوریه ۲۰۰۳ رابرت تروهیو رسماً به عنوان نوازنده گیتار بیس جدید متالیکا معرفی می‌شود و به همراه گروه در تور دیوانه‌وار عصبانی از دنیا آغاز به کار می‌کند.

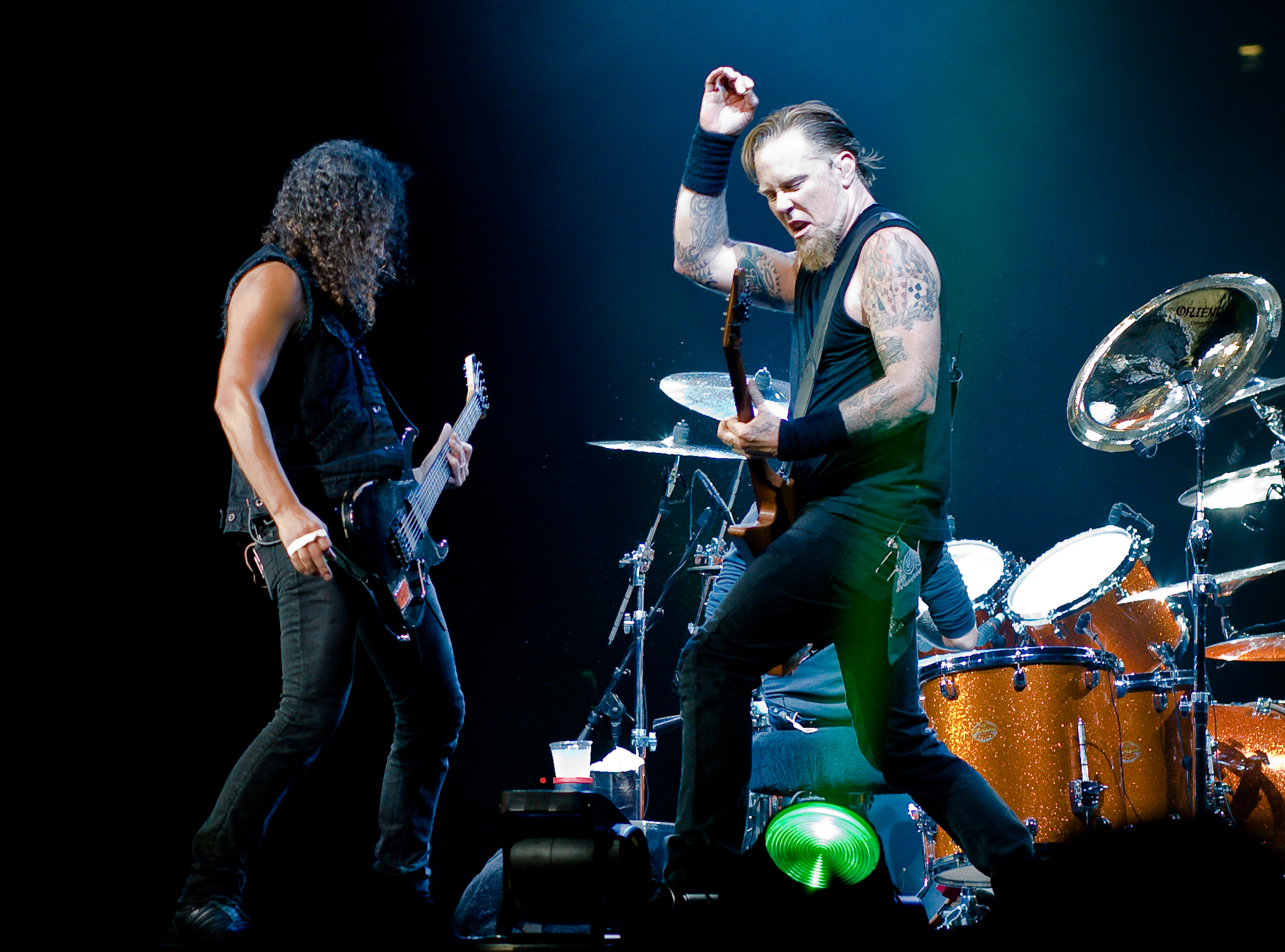
هتفیلد و همت در حال اجرا، لندن (۲۰۰۸)

### آهنربای مرگ (جاذبه مرگ)(۲۰۱۰–۲۰۰۶) (Death magnetic)
در سال ۲۰۰۸ و پس از ۵ سال متالیکا آلبوم آهنربای مرگ را با تهیه‌کنندهٔ جدیدشان ریک روبین منتشر کرد که اولین آلبوم آن‌ها است که به‌همراه رابرت تروهیو ضبط شده بود و پنجمین آلبومی بود که در صدر جدول پرفروشترین‌ها قرار گرفت، که خود رکوردی برای متالیکا به حساب می‌آمد. متالیکا با این آلبوم بازگشت به ریشه خود یعنی ترش متال کرده است و با آهنگ‌های طولانی و سولوهای خشن و ریتم تند به موسیقی سال‌های دهه ۸۰ میلادی خود برگشته است. در سال ۲۰۰۹ متالیکا رسماً وارد تالار مشاهیر راک اند رول شد و پس از آن در تور کنسرت تبلیغاتی آلبوم جدیدشان به نام تور مغناطیسگر دنیا (World Magnetic Tour) شرکت کردند.
متالیکا برای اولین بار به همراه اسلیر، مگادث و انترکس در قالب سری فتیوال سونیسفیر در بلغارستان و رومانی و ترکیه شرکت کرد.
پس از گذشتن بیش از دو سال در تاریخ ۲۱ نوامبر ۲۰۱۰ در ملبورن استرالیا تور مغناطیسگر دنیا به پایان رسید.
در تابستان ۲۰۱۳ متالیکا تور تابستانی ۲۰۱۳ را اجرا کرد و در جریان این تور در ۷ قاره آمریکای شمالی، آمریکای جنوبی، آفریقا، آسیا، اروپا، اقیانوسیه و جنوبگان به اجرا پرداخت و تبدیل به اولین گروهی شد که در هر ۷ قاره جهان اجرای زنده داشته است.
متصل… به خودتخریبی دهمین آلبوم استودیویی متالیکا است که در ۱۸ نوامبر ۲۰۱۶ منتشر شد. این آلبوم اولین آلبوم متالیکا در هشت سال گذشته و بعد از آلبوم آهنربای مرگ است و این یعنی طولانی‌ترین زمان بین انتشار دو آلبوم توسط آنها. این اولین آلبوم متالیکا است که کرک همت، گیتاریست گروه که در سال ۱۹۸۳ به متالیکا ملحق شد در نوشتن ترانه‌های آن مشارکت ندارد. دلیل آن هم توسط خود کرک همت این‌گونه بیان شده که تلفن همراه خود را گم کرد در حالی که بسیاری از ایده‌ها برای آلبوم جدید در آن قرار داشت. متالیکا پس از انتشار آلبوم متصل… به خودتخریبی (Hardwired... To Self-Destruct) اجرایی زنده و مشترک به‌همراه لیدی گاگا از ترانه "Moth Into Flame" در پنجاه و نهمین مراسم جوایز گرمی سال ۲۰۱۷ داشت که علاوه بر اینکه ورود متالیکا به روی صحنه از سوی مجری اعلام نشد و میکروفون جیمز هتفیلد خواننده گروه با مشکل عدم پخش صدا مواجه شد واکنشی شدید و انتقادی را نیز از سوی طرفداران گروه در اینستاگرام، فیسبوک گروه و شبکه‌های اجتماعی به دلیل اجرا با لیدی گاگا در پی داشت.

### اس‌اندام۲و۷۲ فصل(۲۰۱۹–۲۰۲۳)
در مصاحبه‌ای با پادکست رسمی مجله استرالیایی The Music در مارس ۲۰۱۹، تروهیو گفت که متالیکا شروع به بداهه‌نوازی آلبوم استودیویی بعدی خود کرده است. او اظهار داشت: «من برای آلبوم بعدی هیجان‌زده‌ام، چون باور دارم که این آلبوم تلفیقی از دو آلبوم قبلی و سفری جدید خواهد بود. هیچ کمبودی در ایده‌های اصیل وجود ندارد، این زیبایی حضور در این گروه است.» او تخمین زد که این آلبوم زودتر از دو آلبوم قبلی منتشر خواهد شد و گفت: «این بار فکر می‌کنم بتوانیم سریع‌تر دست به کار شویم و به استودیو برویم و شروع به کار کنیم.» در مصاحبه‌ای با مجله استرالیایی Mixdown در ماه بعد، همت گفت که گروه برنامه‌های موقتی برای ورود به استودیو پس از پایان تور جهانی WorldWired دارد. او اظهار داشت: «ما در سومین سال پس از Hardwired هستیم. شاید بتوانیم کمی متمرکزتر شویم و زودتر به استودیو برویم.» پس از اینکه هیچ سهمی در نوشتن متصل… به خودتخریبی نداشت، همت دربارهٔ ایده‌هایش برای آلبوم جدید گفت: «من کلی ایده دارم. بیش از حد جبران کرده‌ام، پس هر زمان آماده‌ام.»
در مارس ۲۰۱۹، متالیکا اعلام کرد که تور WorldWired خود را در اکتبر به استرالیا و نیوزیلند با همراهی گروه اسلپ‌نات ادامه خواهد داد. بعداً در همان ماه، گروه اعلام کرد که در سپتامبر در مراسم افتتاحیه مرکز جدید چیس سنتر در سانفرانسیسکو با همراهی ارکستر سمفونیک سانفرانسیسکو به مناسبت بیستمین سالگرد S&M اجرا خواهد داشت. این اجراهای یادبود که S&M2 نامیده شدند، در بیش از ۳۰۰۰ سینما در سراسر جهان در ۹ اکتبر به نمایش درآمدند؛ این رویداد شامل تنظیمات جدیدی از آهنگ‌های ضبط‌شده پس از کنسرت‌های اصلی S&M و همچنین تنظیمات قدیمی و کاور قطعه Iron Foundry از الکساندر موسولوف بود و توسط ادوین آوت‌واتر و مایکل تیلسن تامس، مدیر موسیقی ارکستر سمفونیک سانفرانسیسکو، رهبری شد. S&M2 با فروش ۵٫۵ میلیون دلاری در گیشه، بزرگ‌ترین رویداد سینمایی راک جهانی در تمام دوران شد؛ در نتیجه، نمایش دومی برای ۳۰ اکتبر اعلام شد. در آگوست ۲۰۲۰، گروه اعلام کرد که اجراهای S&M2 به‌صورت آلبوم، دی‌وی‌دی و مجموعه باکس‌ست منتشر خواهد شد.
در جولای ۲۰۱۹، متالیکا مجموعه‌ای از تاریخ‌های تور آمریکای جنوبی را برای آوریل ۲۰۲۰ با همراهی Greta Van Fleet اعلام کرد. در سپتامبر، پیش از جشنواره جهانی شهروند آن سال، اعلام شد که متالیکا در جشنواره سال بعد در سپتامبر ۲۰۲۰ در کنار هنرمندانی مانند بیلی آیلیش، مایلی سایرس و کلدپلی اجرا خواهد کرد، که آخرین رویداد کمپین یک‌ساله پروژه جهانی فقر بود. روز بعد، در ۲۷ سپتامبر، متالیکا اعلام کرد که هتفیلد دوباره وارد برنامه بازپروری شده و تور استرالیا/نیوزیلند به تعویق افتاده است. در بیانیه‌ای از اولریک، همت و تروهیو، گروه از شدت این خبر صحبت کرد و گفت که هتفیلد «سال‌هاست که با اعتیاد دست‌وپنجه نرم می‌کند» و تمام بلیط‌ها به‌طور کامل استرداد خواهند شد. اولریک بعداً افزود که هتفیلد «در حال بهبودی خود است» و گروه امیدوار است در سال ۲۰۲۰ به استرالیا و نیوزیلند بازگردد. سایر تعهدات گروه، از جمله کنسرت خیریه در مارس ۲۰۲۰، همچنان طبق برنامه پیش‌بینی می‌شد؛ پنج اجرای جشنواره‌ای دیگر در آمریکا در اکتبر اعلام شد. این نمایش‌ها بعداً به دلیل همه‌گیری کووید-۱۹ و برای حمایت از بهبودی هتفیلد به تعویق افتاد یا لغو شد.
در مارس ۲۰۲۰، گروه سریالی را در یوتیوب و فیسبوک به نام #MetallicaMondays آغاز کرد، که در آن هر دوشنبه اجراهای کامل آرشیوی را برای رفع کسالت در دوران قرنطینه و فاصله‌گذاری اجتماعی در طول همه‌گیری پخش می‌کردند. در می ۲۰۲۰، در حالی که در قرنطینه بودند، متالیکا نسخه آکوستیک مجازی از «Blackened» را اجرا کرد، که با عنوان «Blackened 2020» بعداً برای دانلود در دسترس قرار گرفت.
در مصاحبه‌ای با مارک بنیوف در آوریل ۲۰۲۰، اولریک اظهار داشت که متالیکا می‌تواند در دوران قرنطینه روی آلبوم استودیویی بعدی خود کار کند. تروهیو در ژوئن به The Vinyl Guide گفت که گروه «برای پرورش ایده‌های جدید» برای آلبوم جدید هیجان‌زده است. «ما هر هفته ارتباط برقرار می‌کنیم، که واقعاً عالی است، پس ارتباطمان حفظ شده است. کاری که شروع کرده‌ایم این است که واقعاً روی استودیوهای خانگی‌مان تمرکز کنیم و از خانه‌هایمان خلاق باشیم و ایده‌ها را هدایت کنیم و روی ایده‌های جدید کار کنیم. اینجاست که الان هستیم.» او همچنین گفت که گروه در حال کار برای ورود به استودیو برای ضبط آلبوم است.
در ۱۰ آگوست ۲۰۲۰، متالیکا اجرایی در کارخانه شراب‌سازی Gundlach-Bundschu در سونوما، کالیفرنیا برگزار کرد که تنها چند نفر از عوامل حضور داشتند و این اجرا ضبط شد و در ۲۹ آگوست برای سینماهای درایو-این در سراسر آمریکا و کانادا پخش شد.
در می ۲۰۲۱، گروه اعلام کرد که یک #MetallicaMondays دیگر در ۲۴ می برای حمایت از بنیاد All Within My Hands خود برگزار خواهد کرد. این کنسرت مربوط به ۶ سپتامبر ۲۰۱۸ در لینکلن، نبراسکا بود. در روز کارگر، ۶ سپتامبر ۲۰۲۱، بنیاد All Within My Hands گروه ۳۷۷٬۴۵۰ دلار جمع‌آوری کرد. متالیکا با برند پوشاک کار Carhartt در این ابتکار همکاری کرد، و این برند تمام درآمد فروش خود در تعطیلات را به ابتکار Metallica Scholars گروه اهدا کرد، که فرصت‌هایی برای افرادی که علاقه‌مند به مشاغل نیروی کار ضروری هستند فراهم می‌کند.
در ۲۸ نوامبر ۲۰۲۲، گروه تک‌آهنگ «Lux Æterna» را منتشر کرد. در ۱۹ ژانویه ۲۰۲۳، متالیکا دومین تک‌آهنگ با عنوان «Screaming Suicide» را منتشر کرد. در ۱ مارس ۲۰۲۳، سومین تک‌آهنگ با عنوان «If Darkness Had a Son» منتشر شد. در ۳۰ مارس ۲۰۲۳، متالیکا موزیک‌ویدیویی برای آهنگ عنوان آلبوم، «۷۲ فصل» منتشر کرد. گروه یازدهمین آلبوم استودیویی خود، ۷۲ فصل، را در ۱۴ آوریل ۲۰۲۳ منتشر کرد. متالیکا این آلبوم را با توری به نام M72 World Tour تبلیغ کرد که در ۲۷ آوریل ۲۰۲۳ در آمستردام آغاز شد و قرار است در ۵ ژوئیه ۲۰۲۶ در لندن به پایان برسد.

### برنامه‌های آینده
در مصاحبه‌ای با برنامه رادیویی Loudwire Nights در آوریل ۲۰۲۳، اولریک گفت «ایده‌هایی [برای متالیکا] وجود دارد که می‌توانیم برای ادامه آلبوم ۷۲ فصل شروع کنیم» و افزود: «من مشتاقانه منتظر اجرای زنده و به اشتراک گذاشتن لحظات برای چند سال آینده هستم. زیبایی همکاری با این افراد این است که، به شوخی می‌گویم، جیمز هنگام کوک کردن گیتارش ریف‌هایی می‌نویسد که بیشتر از چیزی است که اکثر مردم در طول عمرشان می‌نویسند. این زیبایی بودن در این گروه است و من همیشه سپاسگزارم. از این موضوع شگفت‌زده‌ام.» وقتی از او دربارهٔ «مواد باقی‌مانده» که می‌توانند برای آلبوم بعدی متالیکا استفاده شوند پرسیده شد، اولریک گفت: «همیشه چند ریف در مخزن ریف‌ها وجود دارد.» در سال ۲۰۲۴، هتفیلد تأیید کرد که «در حال نوشتن مقدار زیادی موسیقی است و تقریباً هر روز گیتار می‌نوازد.»
در مصاحبه‌ای در مارس ۲۰۲۵ با رولینگ استون، همت تأیید کرد که روی ایده‌هایی برای آلبوم بعدی متالیکا کار می‌کند: «من ۷۶۷ ایده جدید برای آلبوم بعدی دارم. مرور این همه ایده واقعاً کابوس‌وار است. من مسئول همه این‌ها هستم و نمی‌توانم از پسش بربیایم… فکر نمی‌کنم حداقل تا یک سال دیگر کار روی آلبوم بعدی را شروع کنیم، چون هنوز در حال اتمام تور هستیم.»

## سبک
متالیکا در چهار آلبوم اول خود موسیقی ترش و اسپید متال اجرا کرد، اما در آلبوم سیاه (۱۹۹۱) به سبک هوی متال سنتی‌تر روی آورد. آلبوم‌های لود (۱۹۹۶) و ری‌لود (۱۹۹۷) شاهل تغییر به سمت هارد راک بود. در سال ۲۰۰۸، آلبوم آهنربای مرگ گروه بازگشت به صدایی متأثر از ترش را رقم زد.
در سال ۱۹۹۱، استیو هیویی اظهار داشت که متالیکا با تهیه‌کننده جدید، باب راک، موسیقی خود را ساده‌تر و روان‌تر کرد تا با رویکردی تجاری‌تر به مخاطبان جریان اصلی جذب شود. رابرت پالمر از رولینگ استون گفت که گروه از تمپوهای سریع و تهاجمی خود دست کشید تا دامنه موسیقی و بیان خود را گسترش دهد. این تغییر موفقیت تجاری به همراه داشت؛ آلبوم متالیکا اولین آلبوم گروه بود که در جدول بیلبورد ۲۰۰ به رتبه اول رسید. متالیکا تغییرات صحنه راک ناشی از جنبش گرانج در اوایل دهه ۱۹۹۰ را مشاهده کرد. در لود، که به عنوان آلبومی با رویکردی «تقریباً آلترناتیو راک» توصیف شده، گروه دوباره جهت‌گیری موسیقی خود را تغییر داد و بر تأثیرات غیرمتال تمرکز کرد. رویکرد جدید اشعار متالیکا از موضوعات مواد مخدر و هیولاها فاصله گرفت و بر خشم، فقدان و انتقام متمرکز شد. برخی از طرفداران و منتقدان از این تغییر، که شامل کوتاه کردن موها، طرح روی جلد آلبوم لود، لوگوی جدید و هدلاین فستیوال لالوپالوزا در ۱۹۹۶ بود، ناراضی بودند. دیوید فریک از رولینگ استون این حرکت را «خداحافظی با ساختار کهنه و پروتستانیسم بی‌حاصل ترش» توصیف کرد و لود را سنگین‌ترین آلبوم ۱۹۹۶ نامید. با انتشار ری‌لود در ۱۹۹۷، گروه تأثیرات بلوز و هارد راک اولیه را به نمایش گذاشت و ریتم و هارمونی بیشتری در ساختار ترانه‌ها گنجاند.
خشم مقدس (۲۰۰۳) تغییر بزرگ دیگری در صدای گروه بود. سولوهای گیتار از آلبوم حذف شدند و صدایی خام و نامتعارف ایجاد شد. گروه از کوک دراپ سی استفاده کرد؛ همچنین درام اسنر اولریک در این آلبوم مورد انتقاد قرار گرفت. ایتن براون از نیویورک مگزین گفت که این درام «با صدایی توخالی طنین می‌اندازد». اشعار آلبوم به بازپروری مواد مخدر هتفیلد پرداخته و به موضوعاتی مانند شیطان، مضامین ضد مواد مخدر، کلاستروفوبیا، عذاب قریب‌الوقوع و ریاکاری مذهبی اشاره دارد. به توصیه تهیه‌کننده ریک روبین، برای نهمین آلبوم استودیویی، آهنربای مرگ، گروه به کوک استاندارد و سولوهای گیتار بازگشت. آهنربای مرگ آلبومی ریف‌محور با سولوهای گیتار شدید و اشعار ظریفی دربارهٔ خودکشی و رستگاری بود.

## خصومت‌ها

### دیو ماستین/مگادث
دیو ماستین، گیتاریست سابق و رهبر گروه مگادث، درگیر یک خصومت تاریخی با متالیکا بوده است. در دو سال ابتدایی تشکیل متالیکا به‌عنوان یکی از اعضای بنیان‌گذار، دوره حضور ماستین با مشکلات الکلیسم او و حتی درگیری فیزیکی با جیمز هتفیلد همراه بود. ماستین پس از اخراجش در سال ۱۹۸۳، به دلیل تنش‌های نهفته و مسائلی مانند اعتبار ترانه‌سرایی در سه آلبوم اول متالیکا، اظهارات تند و جنجالی علیه گروه سابق خود در رسانه‌ها مطرح کرد. تا اواخر دهه ۱۹۸۰، به نظر می‌رسید این خصومت تا حد زیادی فروکش کرده بود؛ این موضوع بعدها با انتخاب مگادث برای اجرای برنامه‌های افتتاحیه تورهای اروپایی متالیکا در سال ۱۹۹۳ تأیید شد. با این حال، ماستین در مستند متالیکا: یک جور هیولا خشم خود را نسبت به متالیکا ابراز کرد؛ صحنه‌ای که بعدها از آن انتقاد کرد، زیرا معتقد بود شخصیتش به اشتباه نشان داده شده و این صحنه تمام واقعیت دیدار او با گروه را منعکس نمی‌کند. روابط بین این دو گروه در سال ۲۰۱۱ دوستانه‌تر شد، زمانی که در تور معروف «بیگ فور» به همراه اسلیر و انترکس شرکت کردند. در همان سال، ماستین در کنسرت ویژه سی‌امین سالگرد متالیکا در سان‌فرانسیسکو، همراه با دیگر اعضای سابق گروه مانند ران مک‌گاونی، لوید گرانت و جیسون نیوستد حضور یافت.

### ماتلی کرو
در اوایل دهه ۱۹۸۰، متالیکا و ماتلی کرو اغلب در صحنه راک لس آنجلس برای کسب برتری با یکدیگر درگیری داشتند. هتفیلد و اولریک بارها نفرت خود را از صحنه هِیر متال لس آنجلس ابراز کرده و در مصاحبه‌های متعدد به گروه‌های نوظهور محلی، از جمله ماتلی کرو، حمله کردند. گفته می‌شود اولریک و نیکی سیکس، بیسیست ماتلی کرو، پیش از اجرایی در کلوب ترابادور هالیوود در سال ۱۹۸۲ درگیری لفظی داشتند. با وجود انتقاد عمومی متالیکا از گلام متال، این گروه تحت تأثیر تولید و موفقیت تجاری آلبوم Dr. Feelgood ماتلی کرو در سال ۱۹۸۹ قرار گرفت و بعدها باب راک، تهیه‌کننده این آلبوم، را برای تولید آلبوم پنجم خود در سال ۱۹۹۱ استخدام کرد. سال‌ها بعد، خصومت بین دو گروه پس از اتهام اولریک به ماتلی کرو مبنی بر استفاده از ترک‌های ضبط‌شده در مراسم جوایز موسیقی آمریکا در سال ۱۹۹۷ دوباره شعله‌ور شد. نیکی سیکس در یک فروم آنلاین به این اتهام پاسخ داد و با توهین به اعضای متالیکا و انتقاد از آلبوم لود این گروه، به این درگیری دامن زد. با این حال، سیکس در مصاحبه‌ای در سال ۲۰۰۳، برخلاف انتقادات گسترده، از آلبوم خشم مقدس متالیکا تمجید کرد. در سال ۲۰۰۶، تامی لی، درامر ماتلی کرو، و جیسون نیوستد، بیسیست سابق متالیکا، در برنامه رئالیتی Rock Star: Supernova برای تشکیل یک سوپرگروه شرکت کردند. در سال ۲۰۱۱، در یک دیدار و خوش‌وبش در مکزیکوسیتی، هواداری به دلیل تصویر عمومی و حضور ماتلی کرو در رسانه‌های زرد به این گروه توهین کرد، اما هتفیلد از پاسخ مستقیم خودداری کرد و تنها به توهین‌های هوادار خندید. در سال ۲۰۱۵، تامی لی با توییت عکسی از اولریک با عبارت «Straight Outta Tempo» این خصومت را دوباره زنده کرد. وینس نیل، خواننده ماتلی کرو، ادعا کرد از این درگیری بی‌اطلاع است، اما در مصاحبه‌ای با یک برنامه رادیویی در اورگن، وقتی دربارهٔ رابطه گروهش با متالیکا سؤال شد، تماس را قطع کرد. در سال ۲۰۱۷، به نظر می‌رسید اوضاع آرام شده است، زمانی که هتفیلد در برنامه رادیویی Sixx Sense حضور یافت. در سال ۲۰۲۱، نیکی سیکس در مصاحبه‌ای از دوام متالیکا و برخی از آثارشان تمجید کرد.

### جیسون نیوستد
جیسون نیوستد، بیسیست سابق متالیکا، پس از پیوستن به گروه در سال ۱۹۸۶، بارها با رفتارهای تحقیرآمیز و عدم پذیرش از سوی هم‌گروهی‌هایش مواجه شد، با وجود تلاش‌های قابل‌توجهش در اجراهای زنده. بسیاری از هواداران و رسانه‌ها معتقدند میکس غیرمعمول آلبوم چهارم گروه، که خطوط بیس را کم‌رنگ کرده بود، تلاشی از سوی هتفیلد و اولریک برای کاهش نقش نیوستد بود. این احساس با این واقعیت تشدید شد که نیوستد در طول ۱۴ سال حضورش در گروه، تنها برای سه ترانه اعتبار ترانه‌سرایی دریافت کرد، در حالی که در چهار آلبوم استودیویی گروه نواخت. تنش‌ها بین هتفیلد و نیوستد در سال ۲۰۰۰ به اوج رسید، زمانی که هتفیلد بارها درخواست نیوستد برای فعالیت در پروژه جانبی‌اش، Echobrain، را رد کرد. مذاکرات به بن‌بست رسید و نیوستد در ژانویه ۲۰۰۱، پیش از ضبط آلبوم خشم مقدس، به‌طور ناگهانی گروه را ترک کرد. با وجود ناراحتی نیوستد از این تصمیم، او در سال ۲۰۰۹ به‌عنوان عضوی از متالیکا وارد تالار مشاهیر شد و در سال ۲۰۱۱ در کنسرت سی‌امین سالگرد گروه در سان فرانسیسکو حضور یافت. در آگوست ۲۰۲۱، به مناسبت سی‌امین سالگرد انتشار آلبوم متالیکا، نیوستد یک نسخه بازسازی‌شده از این آلبوم را برای ویدئویی در کانال یوتیوب گروه منتشر کرد.

## تأثیر و میراث
متالیکا یکی از تأثیرگذارترین گروه‌های هوی متال تاریخ است و به‌عنوان یکی از «چهار بزرگ» سبک ترش متال، در کنار اسلیر، انترکس و مگادث شناخته می‌شود. این گروه بیش از ۱۲۵ میلیون آلبوم در سراسر جهان فروخته است، از جمله ۶۶ میلیون فروش آلبوم تأییدشده توسط RIAA و ۵۸ میلیون فروش آلبوم گزارش‌شده توسط نیلسن سانداسکن در آمریکا، که متالیکا را به یکی از موفق‌ترین گروه‌های تجاری تاریخ تبدیل کرده است. نویسندگان دانشنامه راک اند رول رولینگ استون گفته‌اند که متالیکا به هوی متال «انرژی تازه‌ای» بخشید. استفن توماس ارلوین و گرگ پراتو از آل‌میوزیک اظهار داشتند که متالیکا «مرزهای سبک ترش را گسترش داد، از سرعت و حجم نه برای خودنمایی، بلکه برای تقویت ترکیب‌بندی‌های پیچیده خود استفاده کرد» و این گروه را «به‌راحتی بهترین و تأثیرگذارترین گروه هوی متال دهه ۸۰» نامیدند که «موسیقی را به زمین بازگرداند».
جاناتان دیویس گفته که متالیکا گروه موردعلاقه‌اش است و از این‌که آن‌ها راه خود را دنبال کرده‌اند و همچنان پس از سال‌ها مؤثر باقی مانده‌اند، احترام زیادی برایشان قائل است. شنون لارکین، درامر گروه گادسمک، گفته که متالیکا تأثیر بزرگی بر او داشته و در ۱۶ سالگی با شنیدن موسیقی آن‌ها که «این‌قدر سنگین بود»، زندگی‌اش تغییر کرد. چاک بیلی از گروه تستمنت نیز متالیکا و هتفیلد را به‌خاطر «اشعار هوشمندانه» و سبک خاص آوازخوانی‌اش الهام‌بخش خوانده است. دیگر گروه‌هایی مانند مشین هد، گوجیرا، تریویوم، اَوِنجد سون‌فُلد، گاد فوربید، ایل نینو و آدما نیز از تأثیر متالیکا بر موسیقی و مسیر حرفه‌ای خود گفته‌اند.
متالیکا در سال ۲۰۰۹ به تالار مشاهیر راک اند رول رول راه یافت و در دومین سال واجد شرایط بودن و اولین سال نامزدی خود به این افتخار دست یافت. این گروه در رتبه‌بندی‌های مختلف نیز جایگاه ویژه‌ای دارد: رتبه سوم در فهرست «بزرگ‌ترین گروه‌های هوی متال تاریخ» ام‌تی‌وی، رتبه ۴۲ در فهرست «۱۰۰ هنرمند برتر تاریخ» وی‌اچ‌وان، رتبه پنجم در فهرست «۱۰۰ هنرمند برتر هارد راک» و رتبه اول در فهرست «۲۰ گروه برتر متال» وی‌اچ‌وان. رولینگ استون نیز متالیکا را در رتبه ۶۱ فهرست «۱۰۰ هنرمند برتر تاریخ» و آلبوم‌های عروسک‌گردان و متالیکا را به‌ترتیب در رتبه‌های ۱۶۷ و ۲۵۲ فهرست «۵۰۰ آلبوم برتر تمام دوران» قرار داد. همچنین ترانه «مرد شنی وارد می‌شود» در رتبه ۳۹۹ فهرست «۵۰۰ ترانه برتر تاریخ» رولینگ استون قرار دارد.

## اعضا
| اعضای کنونی - جیمز هتفیلد – آواز اصلی، گیتار ریتم (۱۹۸۱–اکنون) - کرک همت – گیتار لید، آواز زمینه (۱۹۸۳–اکنون) - رابرت تروهیو – بیس، آواز زمینه (۲۰۰۳–اکنون) - لارس اولریک – درامز (۱۹۸۱–اکنون) موسیقی‌دانان تور/جلسات ضبط - باب راک – بیس (۲۰۰۱–۲۰۰۳) | اعضای سابق - دیو ماستین – گیتار لید، آواز زمینه (۱۹۸۱–۱۹۸۳) - ران مکگاونی – بیس، آواز زمینه (۱۹۸۱–۱۹۸۲) - کلیف برتون – بیس، آواز زمینه (۱۹۸۲–۱۹۸۶؛ مرگ ۱۹۸۶) - جیسون نیوستد – بیس، آواز زمینه (۱۹۸۶–۲۰۰۱) |

## دیسکوگرافی
- همه‌شان را بکش (۱۹۸۳)
- سوار بر آذرخش (۱۹۸۴)
- عروسک‌گردان (۱۹۸۶)
- ... و عدالت برای همه (۱۹۸۸)
- متالیکا (۱۹۹۱)
- لود (۱۹۹۶)
- ری‌لود (۱۹۹۷)
- خشم مقدس (۲۰۰۳)
- آهنربای مرگ (۲۰۰۸)
- متصل… به خودتخریبی (۲۰۱۶)
- ۷۲ فصل (۲۰۲۳)